# Passerina rositae
Passerina rositae е вид птица от семейство Cardinalidae. Видът е почти застрашен от изчезване.

## Разпространение
Видът е разпространен в Мексико.